# Delphine Djiraibe
Delphine Djiraibe (Koumra, 1 de desembre de 1960) és una advocada txadiana, cofundadora i exdirectora de l'Associació Txadiana per a la Promoció i Defensa dels Drets Humans i coordinadora del Comitè de Pau i Reconciliació. BBC News l'ha descrit com "una de les advocades de drets humans més prominents del Txad". El 2004, va rebre el Premi Robert F. Kennedy de Drets Humans pel seu treball.

## Trajectòria
Es va llicenciar en Dret a la Universitat Marien Ngouabi el 1989 a Moundou. Durant els últims anys de la dictadura de Hissène Hauré, va estudiar Dret a la República del Congo. Després que Hauré fos enderrocat en una rebel·lió per Idriss Déby el 1990, Djiraibe va tornar al Txad i va ser testimoni de la fam i la pobresa generalitzades entre la població. Aquesta situació la va motivar a convertir-se en activista de drets humans i va fundar l'Associació Txadiana per a la Promoció i Defensa dels Drets Humans.

## Treball en drets humans
El seu treball se centra particularment en els ingressos del Projecte de Desenvolupament Petrolier i Oleoducte Txad-Camerun, finançat pel Banc Mundial. Djiraibe sosté que els ingressos de l'oleoducte haurien d'utilitzar-se per donar suport al desenvolupament local i no per a l'exèrcit txadià, i que el projecte de l'oleoducte va empobrir encara més als llogarets de la seva regió: 
"Les seves terres han estat preses per al projecte petrolier. Reben una compensació, però no tenen preparació. Els diners que han rebut s'han gastat i ara es troben sense res". 
També ha argumentat que els ingressos petroliers van ser un factor en la guerra civil de la nació, entre 2005 i 2010, qualificant-los de "maledicció". Segons el Centre Robert F. Kennedy per a la Justícia i els Drets Humans, l'activisme de Djiraibe va fer que el govern txadià iniciés una campanya de desprestigi contra ella. Al 2008, durant la repressió generalitzada de Deby contra els seus oponents polítics, es va iniciar una campanya per garantir a Djiraibe un salconduit per a sortir. Finalment se li va permetre viatjar a París.
Va ser crítica amb l'Organització per a la Unitat Africana, titllant-la de "irrellevant" i "un club privat per a amics". Va donar suport al judici de l'ex president Hissène Habré en 2005, afirmant que el cas va demostrar "que Àfrica també pot exercir un paper en la lluita pels drets humans i pot lluitar en el seu propi territori".

## Reconeixements
Al 2004, el Centre Robert F. Kennedy va atorgar a Djiraibe el Premi Robert F. Kennedy de Drets Humans, elogiant "els seus incansables esforços en la promoció dels drets humans del poble del Txad, sovint amb grans riscos personals per a ella i la seva família".
Quatre anys després, la revista Jeune Afrique la va nomenar una de les 100 defensores més importants del canvi a Àfrica, escrivint: "Aquesta advocada i incansable lluitadora pels drets humans té l'obstinació dels qui prediquen en el desert. En 2009, serà escoltada?".